# Harøya
Harøya to bagnista wyspa znajdująca się w gminie Ålesund w okręgu Møre og Romsdal w Norwegii. Jest to największa wyspa w gminie. Jej powierzchnia wynosi 13.6 kilometrów kwadratowych. Wyspa znajduje się pomiędzy wyspami Finnøya i Fjørtofta.
Steinshamn, centrum gminy, znajduje się na północnym końcu wyspy, gdzie jest grobla komunikacyjna łącząca ją z sąsiadującą wyspą Finnøya. Wieś Myklebost jest na południu wyspy, gdzie są połączenia promowe do Dryna (w Midsund), Brattvåg i Fjørtofta (w Haram). Kościół Harøy znajduje się w centrum wyspy, tuż na północ od rezerwatu przyrody Lomstjønna. 
Nowy projekt mostu i tunelu Nordøyvegen połączy wyspę Harøy z głównym lądem.